# Франческо Мария II Пико делла Мирандола
Франческо Мария Пико делла Мирандола (итал. Francesco Maria Pico della Mirandola; 30 сентября 1688, Мирандола — 1747, Мадрид) — последний герцог Мирандолы и маркиз Конкордии с 1691 по 1708 годы из рода Пико
Сын наследного принца Франческо Марии Пико делла Мирандола (1661—1689) и его жены Анны Камиллы Боргезе (чёрная знать, один из известных представителей Боргезе Камилло, князь Сульмоны — был женат на Полине Бонапарт (сестре Наполелна Бонапарта), имевшая титул принцессы и княжны Гвасталла, ранее титул суверенного герцога и князя Ферранте III, из рода Гонзага).
В 1691 году двухлетний Франческо Мария стал преемником своего деда Алессандро II. До декабря 1705 года герцогством управляла младшая сестра Алессандро II принцесса Бриджида. В результате неудачной внешней политики профранцузски настроенный герцог был лишён австрийцами своих владений в 1708 году, став последним правителем земель, которыми род Пико владел с начала XIV века. Позднее герцогство Мирандола было продано герцогу Ринальдо д’Эсте и стало частью Моденского герцогства.
Франческо Мария был дважды женат. В первый раз он женился в 1716 в Мадриде на Терезе Спиноле-и-де ла Серда (1685—1723). В возрасте 52-х лет он вступил во второй раз в брак с 15-летней правнучкой короля Якова II Марией Гваделупой Фицджеймс Стюарт-и-Колон де Португаль (1725—1750), дочерью Джеймса Фрэнсиса Фитцджеймса, 2-го герцога Бервика, первого посла Испанского королевства в России.
Оба брака остались бездетными.